# Петько, Сергей Юрьевич
Серге́й Ю́рьевич Петько́ (укр. Сергій Юрійович Петько; род. 23 января 1994, Новая Водолага, Харьковская область, Украина) — украинский футболист, защитник клуба «Мариуполь».

## Биография
Сергей Петько родился 23 января 1994 года в Харькове. Воспитанник УФК Харьков. Первые тренеры — Ю. Мирошниченко и С. Деркач.
С начала 2013 года стал играть в молодёжном составе «моряков». Свой первый официальный матч за основной состав «Черноморца» Сергей провёл 1 апреля 2015 года в розыгрыше кубка Украины: одесситы встретились с днепропетровским «Днепром» (0:4). Выйдя из стартовых минут, Сергей провёл на поле весь матч. Через четыре дня Петько дебютировал в Премьер-лиге в матче против киевского «Динамо» (0:2), где также сыграл все 90 минут.
В начале марта 2017 года перешёл на правах аренды в перволиговый «Верес», где выступал до конца сезона и помог ровенской команде выйти в Премьер-лигу, после чего перешёл в другой перволиговый клуб «Жемчужина» (Одесса).
В конце заявочного периода зимнего межсезонья 2018 года стал футболистом перволиговой луцкой «Волыни». Дебютировал за новую команду 24 марта 2018 года в победном домашнем матче с ахтырским «Нефтяником-Укрнефть».
Летом 2019 года стал игроком ровенского «Вереса».
Летом, а именно 3 июля, 2022 года вернулся в свой первый профессиональный клуб в карьере, в состав «Черноморца».

## Международная карьера
В июне 2015 года был вызван тренером украинской «молодёжки» Сергеем Ковалльцом для участия в Мемориале Лобановского. На этом турнире «жёлто-синие» заняли второе место, а Петько принял участие в обоих матчах.

## Достижения
- Победитель Первой лиги Украины: 2020/21
- Бронзовый призёр Первой лиги Украины (2): 2016/17, 2018/19
- Бронзовый призёр Второй лиги Украины: 2019/20